# Raul Midón
Raul Midón (Nuovo Messico, 14 marzo 1966) è un cantautore e chitarrista statunitense.

## Biografia

### Vita privata
Midón è nato prematuro in un ospedale di campagna a Embudo, Nuovo Messico, da genitori di discendenza argentina e afroamericana. Suo padre era un ballerino folkloristico dell'Argentina. Midón e suo fratello gemello Marco (adesso un ingegnere della NASA) sono diventati ciechi sin dalla prima infanzia per aver passato del tempo in un'incubatrice senza l'adeguata protezione per gli occhi. La musica divenne parte integrante della vita di Raul intorno ai 4 anni di età, quando suo padre gli fece conoscere la batteria. Midón divenne un amante della musica avido e imparò a suonare la chitarra, seguendo rigidi programmi educativi, prima alla scuola per ciechi e poi, durante i suoi ultimi due anni di liceo, a un'accademia elitaria di Santa Fe. Quindi Midón frequentò l'Università di Miami, che scelse per il suo prestigioso curriculum jazz. Si laureò nel 1990. Nel 2008 ha acquistato una casa nel Maryland, dove attualmente vive.

### Carriera
Midón ha iniziato la sua carriera come cantante per diversi artisti latini in sessioni di studio, tra cui Shakira, Alejandro Sanz, Julio Iglesias e José Feliciano. Dopo essere stato in tour con Shakira, si è trasferito a New York e si è concentrato completamente sulla sua carriera solista, con la sola eccezione del lavoro al fianco del rinomato produttore DJ Little Louie Vega. Ha scritto e registrato diverse canzoni, tra cui Cerca De Mi con Louie e il suo team di produzione sotto il nome di Elements of Life. Gli Elements of Life, capeggiati da Louie Vega, hanno fatto una tournée in Europa, Giappone e Australia tra il 2003 e il 2004.
In questo periodo, Midón è stato presentato alle etichette discografiche in una maniera unica. Il suo manager del tempo organizzava degli incontri con i produttori in cui Midon si sarebbe esibito dal vivo. Questa tattica ha portato Midon a firmare con il produttore vincitore del Grammy Arif Mardin (Norah Jones, Aretha Franklin) alla Manhattan Records, una filiale della Capitol Records posseduta dalla EMI. Mardin, insieme al figlio Joe, ha prodotto l'album di debutto di Midòn, acclamato dalla critica, State of Mind.
Midón ha anche composto la canzone per i titoli di coda del film di Spike Lee She Hate Me del 2004, intitolata Adam n' Eve n' Eve. La sua canzone Everybody è stata utilizzata all'interno del film con Nick Nolte La forza del campione.
L'album di Midón State of Mind è stato pubblicato il 10 maggio 2005. L'album contiene una collaborazione con Stevie Wonder, uno dei suoi idoli, un'altra con Jason Mraz, e una canzone scritta in tributo a Donny Hathaway intitolata Sittin' in the Middle. Midón è un radioamatore, e in una sua canzone ha inserito il suo segnale di chiamata (KB5ZOT) con il codice Morse. La canzone è stata pubblicata il 12 settembre 2006 come singolo gratuito della settimana sulla versione inglese del negozio iTunes.
Midón ha debuttato nella televisione nazionale al David Letterman Show il 28 giugno 2005. In seguito è apparso in altri spettacoli televisivi in seconda serata sia negli Stati Uniti che all'estero. L'album di Herbie Hancock Possibilities, pubblicato nel 2006, contiene una collaborazione con Midón, che canta la sua interpretazione di I Just Called to Say I Love You di Stevie Wonder. Il 24 luglio 2007 è stato pubblicato sull'iTunes Store e nel nuovo iTunes Plus il singolo Pick Somebody Up. Midón ha pubblicato il secondo album A World Within a World il 25 settembre 2007. Sempre nel 2007 ha eseguito Jealous Guy di John Lennon insieme a India Arie.
Nel 2008 ha costruito uno studio di registrazione domestico con l'aiuto di Cakewalk e di una compagnia chiamata Dancing Dots che ha progettato una tecnologia appositamente per l'utilizzo da parte di ciechi. Questo ha permesso a Raul di produrre canzone da casa sua senza l'aiuto di un ingegnere dotato di vista. La sua canzone Everyone Deserves a Second Chance che appare sull'album del pianista cubano Roberto Fonseca è stata registrata a casa sua. Ha anche registrato due canzoni per il progetto Generosity Water sempre nel suo studio domestico, che lui chiama The Basement Studio (lo studio seminterrato).
Nel marzo 2009, Midón ha iniziato a lavorare con il produttore Larry Klein, vincitore di un Grammy Award, sul suo ultimo album Synthesis per l'etichetta Universal Decca. Si è temporaneamente trasferito a Santa Monica e ha lavorato a stretto contatto con Klein per il tenore complessivo dell'album. L'album vede Midón impegnato insieme a dei veterani dell'industria musicale: Vinnie Colaiuta, Dean Parks, Jamie Muhoberac, Larry Goldings, e Paulinho Da Costa, con Larry Klein al basso. L'album è stato pubblicato in Europa nell'autunno 2009 e negli Stati Uniti nella primavera del 2010

## Album
- Gracias a la vida (BMG, 1999)
- Blind To Reality (self-released, 2001)
- Raul Midon Live (self-released, 2003)
- State Of Mind (Manhattan Records EMI, 2005)
- A World Within A World  (The Blue Note Label Group - Manhattan Records (EMI), 2007)
- Synthesis (Decca Music Group (Universal Records), 2010)
- Invisible Chains Live From NYC (self-released, 2012)
- Don't Hesitate  (Artistry, 2014)
- Bad Ass and Blind (Artistry, 2017)
- If You Really Want con la Metropole Orkest (Artistry, 2018)